# 上山口駅 (埼玉県)
上山口駅（かみやまぐちえき）は、埼玉県所沢市上山口にあった西武鉄道狭山線の駅。
狭山線（当時は武蔵野鉄道山口線）が不要不急線として休止された際に休止されたまま、戦後に廃駅となった駅である。

## 概要
狭山線が西武球場前駅に向けて南西に進路を変えた直後、高架線への上りに入る手前に存在した。
構内の配線については公文書にも図面や直接的な記録類が残されておらず詳細は不明だが、戦後すぐに撮影された航空写真によるとかなり大きな駅であり、1面2線の交換可能駅であったとも見える。当駅には貨物ホームが存在し、また構内に社宅があったという記録が残されており、当線の駅の中では比較的規模の大きな駅であったことが分かる。また乗降客数も起点の西所沢駅を除くと線内で一番多く、貨物も発送はなかったものの到着が一定量存在するなど重要な駅であった。
駅前には附近の県道から太い道が1本引き込まれており、これが駅前通りとなっていた。駅前広場の有無は不明である。
なお当駅は最終的な路線区分から見た場合、西武鉄道狭山線の駅ということになるが、実際には狭山線がまだ「武蔵野鉄道山口線」であった頃に休止となったまま廃駅となったため、「西武鉄道狭山線」の駅として営業したことは一度もない。

## 沿革
計画当初は、ちょうど線路の屈曲部が山口貯水池（狭山湖）に近かったことから、山口貯水池への玄関駅としてやや西寄りに設けられ、「山口貯水池駅」と名づけられる予定であった。武蔵野鉄道は村山貯水池こと多摩湖への連絡手段として山口線を建設したため、一石二鳥を狙っての命名であった。しかし開通直前に突如「上山口駅」と改称されて東寄りに設置位置を変更、そのまま1929年5月1日に開業することになる。
その後、同じ村山貯水池への観光輸送を南から固めていた系列会社の路線・多摩湖鉄道（のちに合併、現在の西武多摩湖線）に対し、商売敵の西武鉄道（旧）がすぐそばまで路線を延ばすなど対抗の姿勢を見せたため、1933年3月1日に終点・村山公園駅を村山貯水池際駅に改称するのに合わせる形で、当初の計画通り狭山湖への入口駅として「山口貯水池駅」に改称された。
しかし日中戦争が激化すると観光用途として路線が出来上がってしまっていたことがあだとなり、防諜のため1941年4月1日に元の「上山口駅」に再改称することになる。さらに路線そのものが不要不急線指定を受けたこと、また中島飛行機関連工場への輸送力確保を目的に保谷 - 清瀬間の複線化用資材を当線に求めた武蔵野鉄道自身が休止を望んだことにより、1944年2月28日に路線ごと休止され、当駅も休止となった。
戦後、路線は1951年10月7日に西武鉄道狭山線として再開されたものの、当駅は再開されないまま隣の下山口駅とともに1954年10月10日に廃駅となった（その後、下山口駅は1976年6月4日に再開業）。

## 年表
- 1929年（昭和4年）5月1日 - 上山口駅として開業。
- 1933年（昭和8年）3月1日 - 山口貯水池駅と改称。
- 1941年（昭和16年）4月1日 - 防諜のため上山口駅に再度改称。
- 1944年（昭和19年）2月28日 - 山口線休止により休止。
- 1951年（昭和26年）10月7日 - 西武狭山線の駅となる。
- 1954年（昭和29年）10月10日 - 休止中のまま廃駅。

## 隣の駅
西武鉄道
■狭山線（1954年10月現在）
下山口駅 - 上山口駅 - 狭山湖駅

## 廃駅後の状況
廃駅後速やかに駅設備は撤去され、現在では線路の南北に空地となって残っている。北側は3分の2ほどが資材置場とゲートボール場に転用された以外は空地のまま残されており、南側は草むらとなって張り出し広めの犬走りとなっている。
駅前通りの道はかなり遅くまで残されていたが、後に廃道となり現在ではマンションの間にある自転車置場となっている。今も歩けないことはないが、マンション建設時に改変され正確に当時の道筋をたどることは不可能である。

## 参考資料
- 鉄道省編『武蔵野鉄道（西武農業鉄道）7・昭和4年』（鉄道省文書）
- 鉄道省編『武蔵野鉄道（西武農業鉄道）8・昭和5-10年』（鉄道省文書）
- 運輸通信省編『西武鉄道（武蔵野鉄道）・昭和17-19年』（運輸通信省文書）
- 運輸省編『西武鉄道（武蔵野鉄道）・昭和19-23年』（運輸省文書）
- 運輸省編『西武鉄道・昭和24年』（運輸省文書）
- 運輸省編『西武鉄道・昭和27-29年』（運輸省文書）